# Yerlan Pernebekov
Yerlan Pernebekov, né le 16 juin 1995 et mort le 17 mars 2014, est un coureur cycliste kazakh.

## Biographie
C'est en mars 2013 qu'il se révèle en remportant devant son compatriote Dmitriy Rive les championnats d'Asie sur route juniors. Un mois plus tard, il termine cinquième de La Coupe du Président de la Ville de Grudziadz en Pologne. En juin, il devient Champion du Kazakhstan sur route juniors. Ses bons résultats en juniors lui permettent d'intégrer Astana Continental pour la saison 2014
En mars 2014, lors d'un stage en Équateur, Pernebekov meurt d'un accident vasculaire cérébral. C'était l'un des plus grands espoirs du cyclisme kazakh.

## Palmarès
- 2013
  -  Champion d'Asie sur route juniors
  -  Champion du Kazakhstan sur route juniors